# مطبخ تيليوغو
مطبخ تيليوغو هو مطبخ من جنوب الهند الأصلي لشعب التيلوغو من ولايتي أندرا براديش وتيلانغانا. يشتهر الطهي عمومًا بمذاقه المنعش والحار والمُتبل، وهو متنوع للغاية بسبب الانتشار الواسع للأشخاص والمناطق الطوبولوجية المتنوعة.

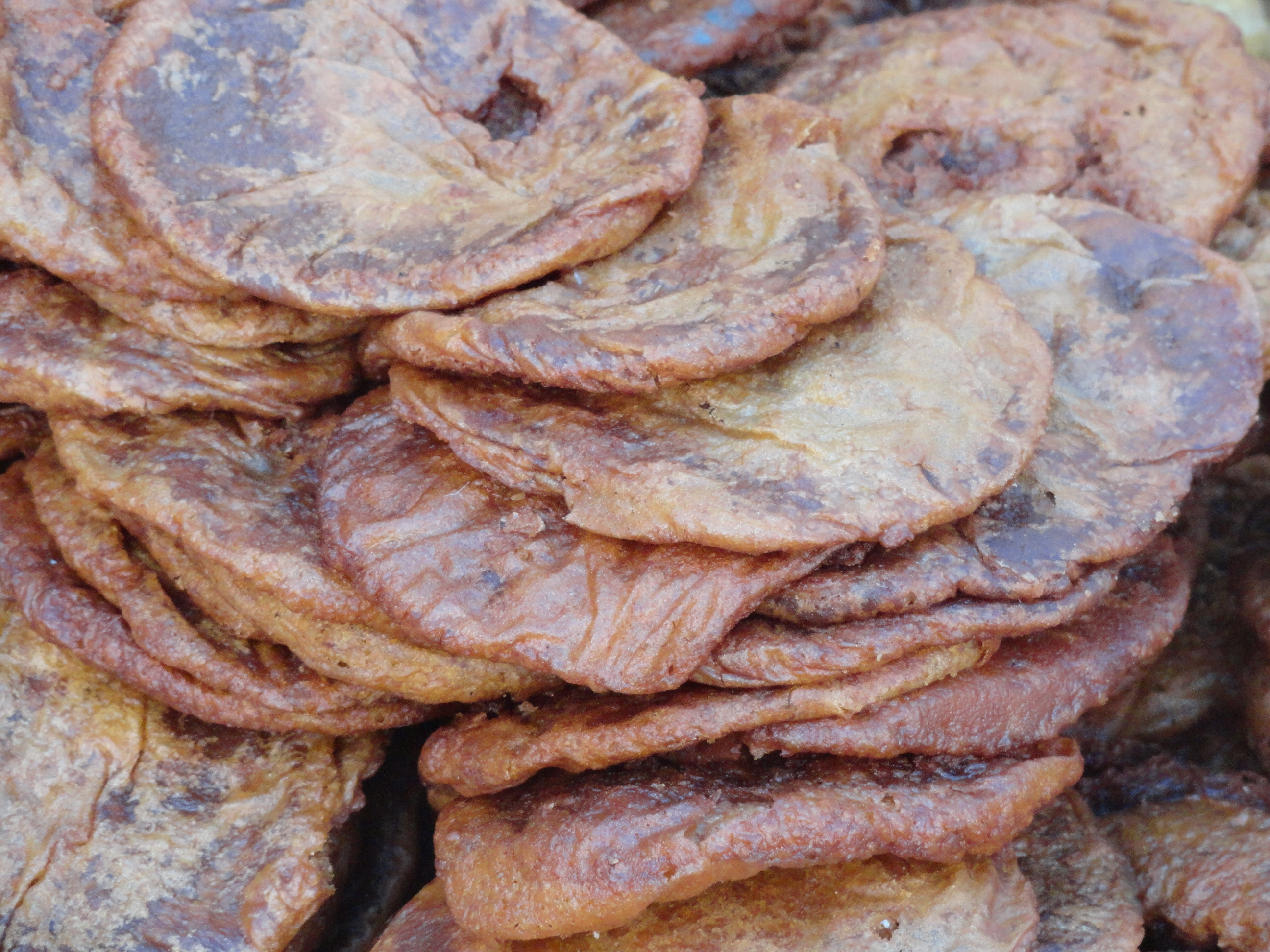
أباتشولو، وجبة خفيفة حلوة في ولاية أندرا وتيلانغانا.

جميع المناطق الثلاث- ساحل أندرا، رايالسيما وتيلانغانا- لديها مطابخ مميزة. في منطقة ولاية تيلانغانا شبه القاحلة، يعتبر الخبز القائم على الدخن( روتي) هو الغذاء الأساسي السائد، بينما يسود الأرز في مناطق أندرا ورايالسيما المروية. راغي مشهور أيضًا في منطقة ريالسيما. تتنوع العديد من أصناف الكاري( المعروفة باسم الكورة) والوجبات الخفيفة والحلويات في طريقة التحضير وتختلف في الاسم أيضًا.
أندرا براديش هي المنتج الرئيسي لـ الفلفل الحار والأرز بين الولايات الهندية، وتيلانغانا هي المنتج الرئيسي للدخن. يؤثر هذا على الاستخدام الليبرالي للتوابل في مطبخ التيلجو، مما يجعل طعامه من أغنى الأطعمة وأكثرها توابلًا في العالم. الخضروات، وكذلك اللحوم والمأكولات البحرية( المناطق الساحلية)، تظهر بشكل بارز في القوائم. الـعدس، الطماطم، غونغورا والتمر الهندي تستخدم إلى حد كبير لــطهي الكاري. تشكل أنواع الـمخللات الحارة والمتبلة جزءًا مهمًا من مطبخ التيلجو.

## الإختلافات الإقليمية
هناك العديد من الاختلافات الإقليمية بسبب الاختلافات الطبوغرافية في السكان الناطقين بــاللغة التيلوغوية المنتشرة على مساحة كبيرة. يمكن تصنيفها حسب المنطقة إلى مأكولات
ولاية اندرا الساحلية، ريالاسيما، تيلانغانا. أثرت العوامل الثقافية بشكل كبير على المطبخ على مر السنين؛ وهي عادات الأكل للعائلات المالكة الهندوسية، والبراهمة، والمسلمين النوبيين. ولايات أندرا براديش وتيلانغانا بالقرب من غرب ووسط وشرق الهند؛ مما يجعل مطبخ تلك المناطق الحدودية أكثر تنوعًا مع انتشار سكان التيليوغو في الدول المجاورة. المجتمعات المختلفة لها اختلافات خاصة بها ولا تزال المناطق الريفية تتبع عادات ووصفات الطبخ التي تعود إلى قرون.

### ولاية اندرا الساحلية

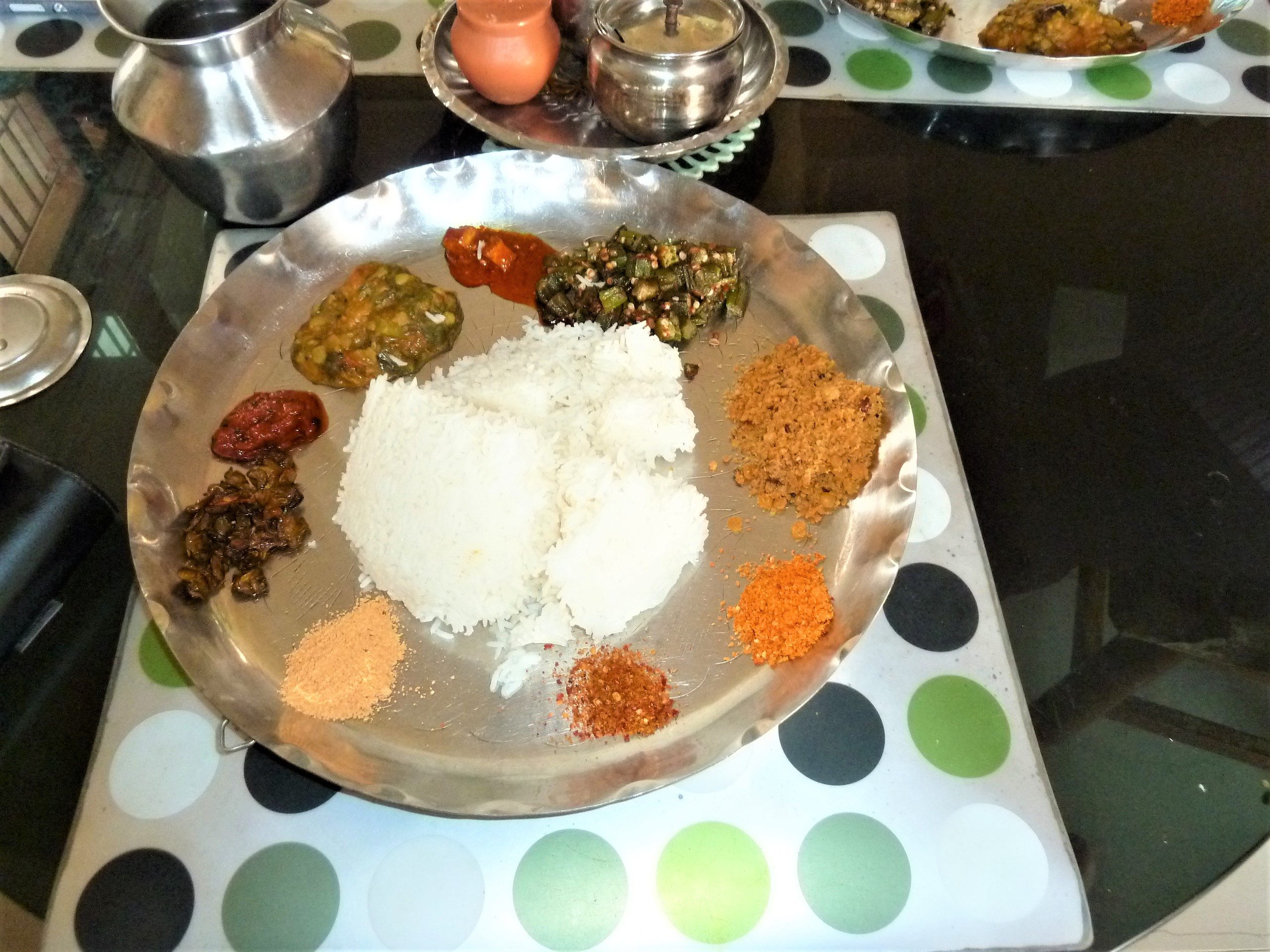
وجبات نباتية عادية مصنوعة في منزل في ولاية أندرا براديش، فيجاياوادا

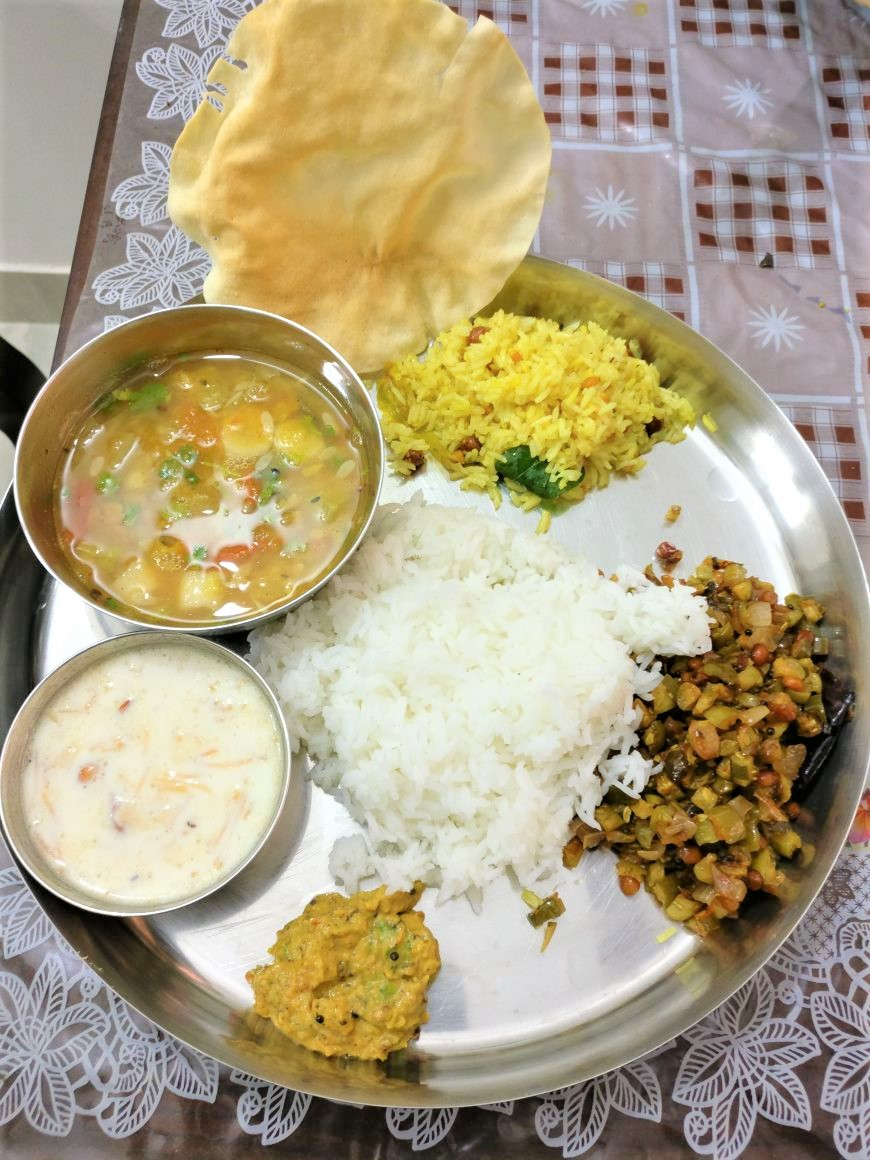
وجبات نباتية ليوم خاص مصنوعة في منزل في ولاية أندرا براديش، فيجاياوادا

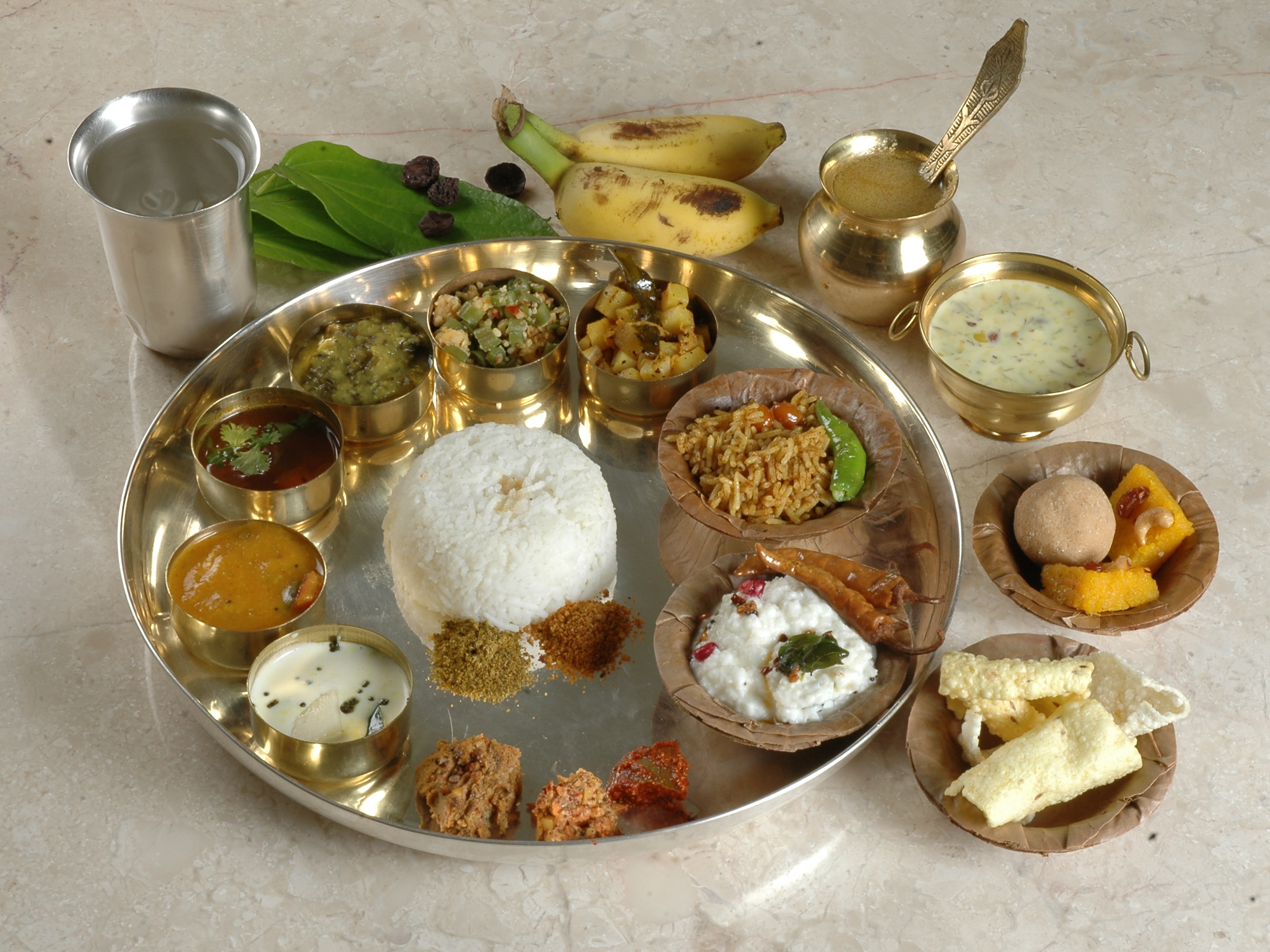
وجبة نباتية في ولاية أندرا تُقدم في المناسبات الهامة

تهيمن مناطق دلتا كريشنا ونهر جودافاري على منطقة أندرا الساحلية وتتعرض للساحل الطويل لخليج البنغال. ومن ثم فإن الأرز، والعدس، والمأكولات البحرية هي النظام الغذائي الأساسي للناس. هذه المنطقة لها أختلافاتها الخاصة، ولكن في النهاية تعتمد الأطباق في الغالب على الأرز. هذه المنطقة هي واحدة من أكبر منتجي الأرز والفلفل الحار. منطقة نيلور في الجزء الجنوبي من المنطقة لها وصفات فريدة خاصة بها، والتي تختلف بشكل ملحوظ عن تلك الموجودة في منطقة أوتاراندرا. أولفا تشارو هو حساء شهير مصنوع من غرام الحصان. بوميدالا بولوسو عبارة عن يخنة سمك خاصة بولاية أندرا براديش. يعد مطبخ ولاية أندرا أكثر انتشارًا في المطاعم في جميع أنحاء ولاية أندرا براديش وكذلك مطاعم أندرا في مدن مثل بنغالور وتشيناي ونيودلهي. تقدم معظم المطاعم في ولاية أندرا براديش طعامًا من نفس الجودة تقريبًا.

#### أوتاراندرا
منطقة أوتاراندرا هي المناطق الشمالية الشرقية من سريكاكولام ، فيزينجارم وفيساخاباتنام المتاخمة أوديشا الهند في ولاية اندرا الساحلية. في حين أن منطقة فيساكاباتنام لها لهجة ومأكولات مميزة خاصة بها وهي أقرب إلى باقي مناطق أندرا، إلا أن فيزياناغارام وسريكاكولام لها اختلاف طفيف في الذوق مقارنة ببقية أندرا. يتميز مطبخ هذه المنطقة بنكهاته المميزة وطعمه الفريد، بينما يشترك في العديد من أوجه التشابه مع مطبخ منطقة أندرا. يحب سكان هذه المنطقة تناول الكثير من أطعمتهم الأكثر حلاوة من مناطق ولاية أندرا براديش الأخرى. غالبًا ما يطبخون العدس في جاغري(يشار إليه باسمبيلام بابو) ويتمتع بالزبدة والأرز المطهو على البخار.

### ريالاسيما
ريالاسيما، المنطقة الجنوبية من ولاية اندرا براديش، لديها بعض الأطباق الفريدة في مطبخها. يشتهر مطبخ الريالاسيما بكونه حارًا بسبب الاستخدام الليبرالي لمسحوق الفلفل الحار في جميع الأطباق تقريبًا. سيما كارام فريدة في أطباقها. هناك أنواع مختلفة من الأطعمة والوجبات الخفيفة المصنوعة في منطقة ريالاسيما. تشمل بعض الأطباق الرئيسية الأرز وجونا( جوار) وراغي روتي مع مزيج من سمن حيوانى وكذلك راجي سانغاتي، وعادة ما يتم تقديمها مع السبانخ أو بولوسو. يوغانى هو طبق فريد من نوعه لمنطقة ريالاسيما وخاصة مناطق أنانثابور، كورنول، كادابا وكارناتاكا حيث يطلق عليه أوغانى. إنه مصنوع من بادي كورن المسلوق ويكون لونه أصفر بشكل عام بسبب الاستخدام الليبرالي لمسحوق الكركم وعادة ما يتم تقديمه مع ميراباكايا( تشيلى باجى) يتم تقديم يغانى باجى في المقام الأول كوجبة إفطار ولكن يتم تناوله بشكل عام كوجبة خفيفة أيضًا. إنه حار وهو أحد الأطباق العرقية والأصيلة في ريالاسيما وكارناتاكا الشرقية.

### تيلانغانا
تقع ولاية تيلانغانا على هضبة ديكان، وتفرض تضاريسها المزيد من الأطباق القائمة على الدخن والروتي( الخبز الخالي من الخميرة). تبدو الذرة البيضاء( جوار) والـثيوم الأغبر بشكل أكثر بروزًا في المطبخ. نظرًا لقربها من ولاية ماهاراشترا وتشاتيسغار وشمال غرب كارناتاكا، فإنها تشترك في بعض أوجه التشابه مع مطبخ هضبة ديكان.

#### أطعمة تيلانغانا النباتية

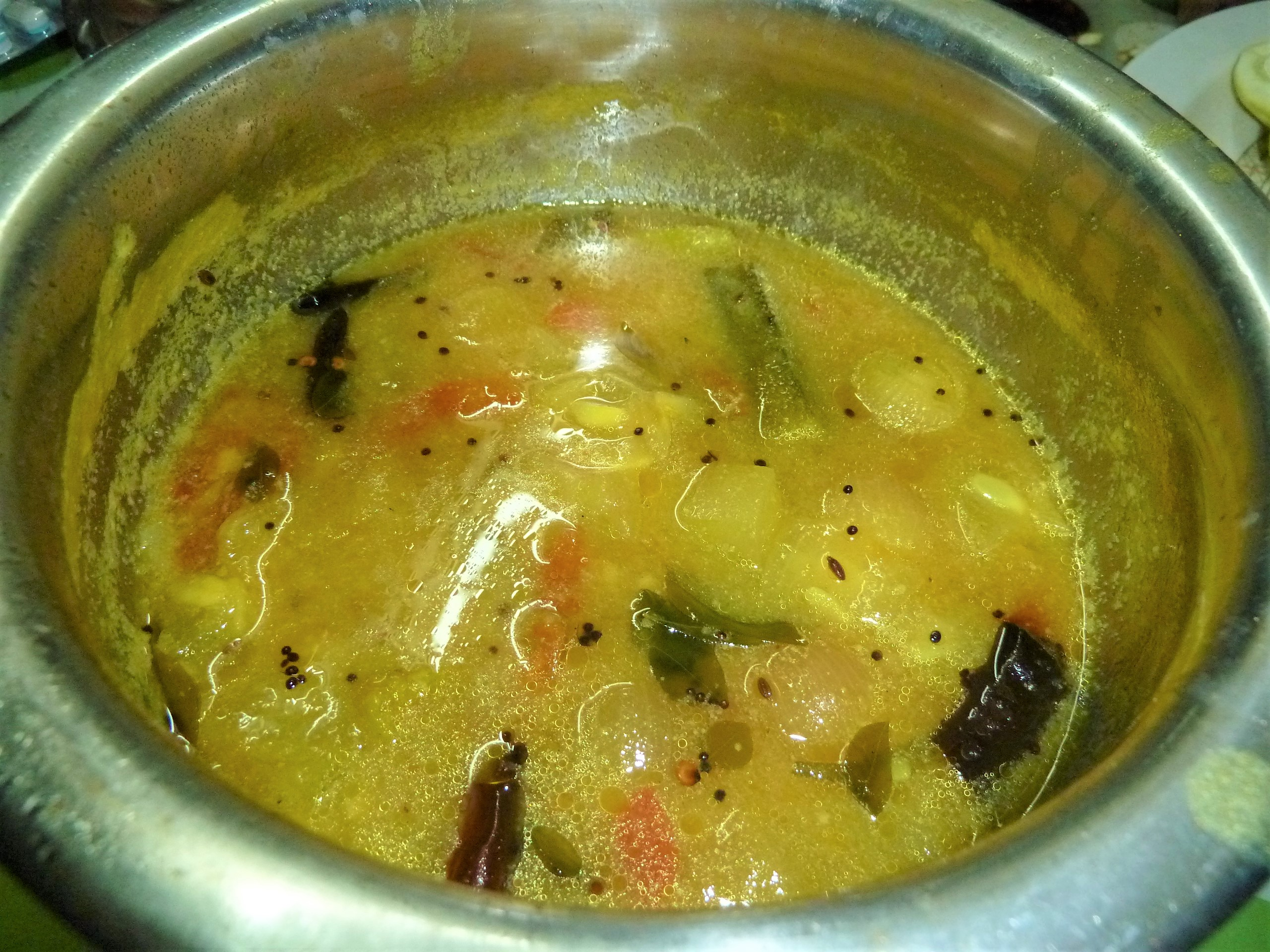
صنع مونغ-دال بولوسو في المنزل في ولاية أندرا براديش

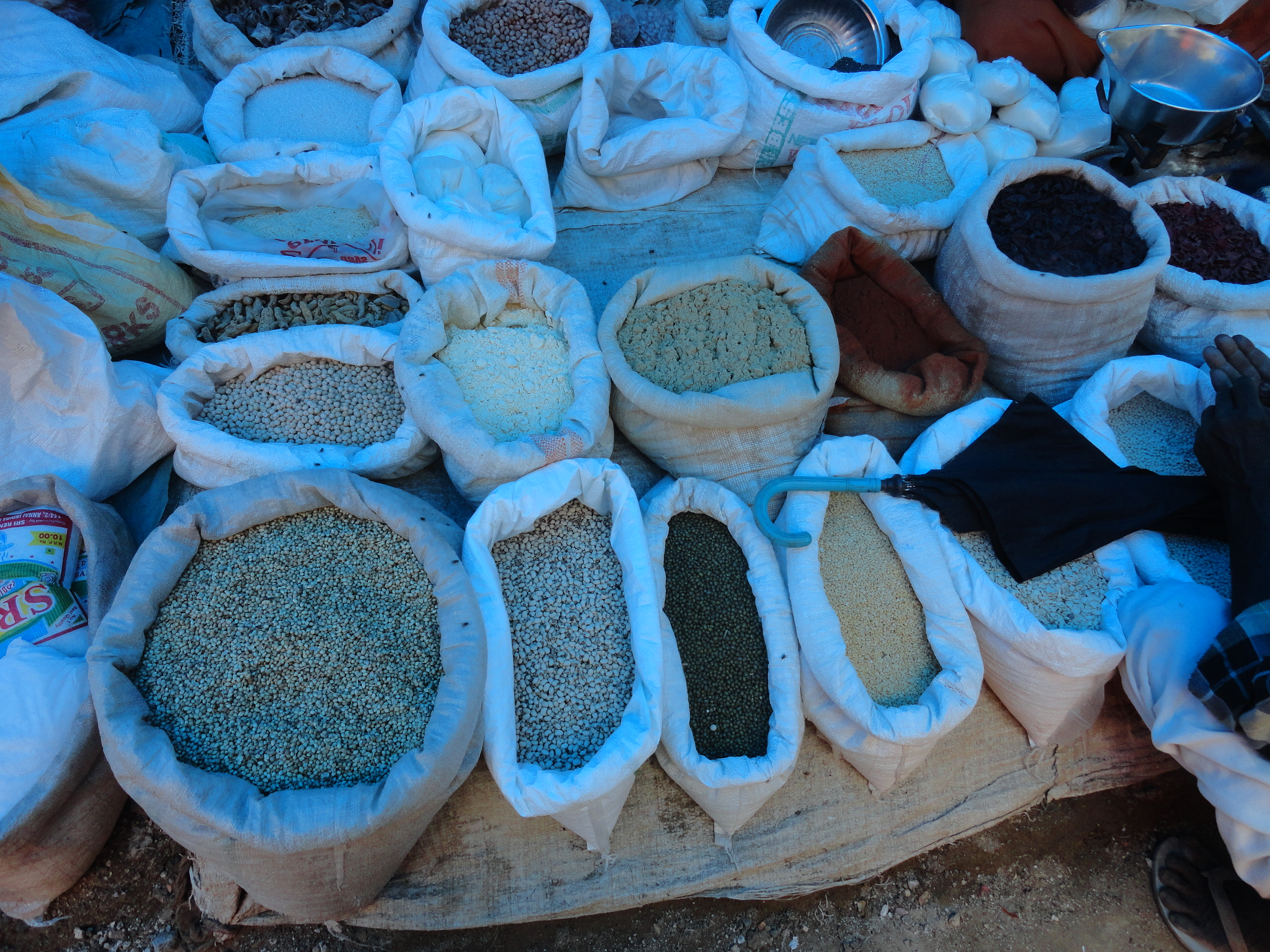
أنواع مختلفة من العدس("بابولو") والدخن للبيع في السوق

في مناطق تيلانغانا، يتم استخدام التمر الهندي، والفلفل الأحمر الحار (كورايفيكارام) والـحلتيت في الغالب في طبخ تيلانغانا. الكركديه هو عنصر رئيسي يستخدم على نطاق واسع في الكاري والمخللات.
بعض الأطعمة الشهيرة من تيلانغانا
- جونا جاتكا
- ماكا جاتكا
- أمبالي
- ساجا روتي-
- ماكا روتي-
- سارفا بيندي
- أوبودو بيندي
- كودومولو
- رييل بالارام
- باسشام( حلوى)- تتم بطريقتين؛ واحد مع الجاغري والحليب والآخر مع تالوكالو المحضر من العجين.
- أودابا
- بيالالو
- سابودهانا أوبما
- أنتوفولس تسمى أيضًا باسم باجي-( بولوسو بالخضروات)
- كادامبام
- ماكا جودالو
- بيبارلا جودالو
- سالا باتشي بولسو.
- باتشي بولوسو
- شالا شارو- طبق معد بتلطيف اللبن الرائب.
- أتوكولو- بوها
- ماكاجونا غاريلو
- بونغانالو
- ساجا كودومولو مع صلصة البصل
- سادولو- أنواع مختلفة من الأرز، مطبوخة بشكل أساسي لمهرجان سادولو باثوكاما، بنكهات مختلفة هي كما يلي- السمسم( نوفولو)، الفول السوداني( باليلو)، البنغال جرام( بوتنالو)، جوز الهند( كوباري)، تمر هندى( تشينتاباندو بولوسو)، الليمون ( نيماكايا)، مانجو( ماميديكايا)، زبادي( بيروغو)
- غوددالا- محضرة من أنواع مختلفة من الفاصوليا، الفاصوليا السوداء، الذرة، شانا، البراعم مع بعض التوابل والبصل.
- ساكينالو- وجبة خفيفة من دقيق الأرز
- غارجى- حلوى محشوة بمزيج من السكر أو الجاغري مع العدس.
- روتو توكولو- مشهورة مرة أخرى- بشكل عام، يتم تحضيرها عن طريق تحميص الخضروات وطحنها في طاحونة حجرية، أو في الخلاط مع إضافة ثادكا إليها.
- كاليجورا ( معروف بــ كاليغالابولا)- كاري نباتي مختلط يتم إعداده بشكل عام خلال مهرجان سانكرانثي.

#### أطعمة تيلانغانا الغير نباتية
- أوورو كودي: كاري الدجاج اللذيذ الخاص بــتيلانغانا.
- غوليتشينا مامسام: لحم ضأن حار
- دجاج أنكابور، كاري دجاج ريفي حار
- بوتي كاري
- كالا كورا( بايا)
- كاري لحم الضأن

### إفطارولاية اندرا
يتكون إفطار ولاية أندرا النموذجي من عدد قليل من العناصر المختارة من العناصر المدرجة أدناه. وعادة ما يتكون من إدلى، غاريلو ويعرف أيضا باسم فادا( عجينة العدس المقلية)، ميناباتو ويعرف أيضا باسم دوسا( بان كيك الأرز والعدس أو كريب). الــشاي، القهوة مع الحليب أو الحليب بمفرده؛ يؤخذ في بعض الأحيان مع هذه الأطباق. الأطباق الأكثر شيوعًا هي:
- إدلى: زلابية الـعدس الأسود والأرز المطهوة على البخار، غالبًا ما تؤكل مع الصلصة الطازجة أو مع إضافة السمن الحيوانى ورشها مع كاراب بودي( مسحوق الفلفل الحار) أو الصلصة والسامبار .

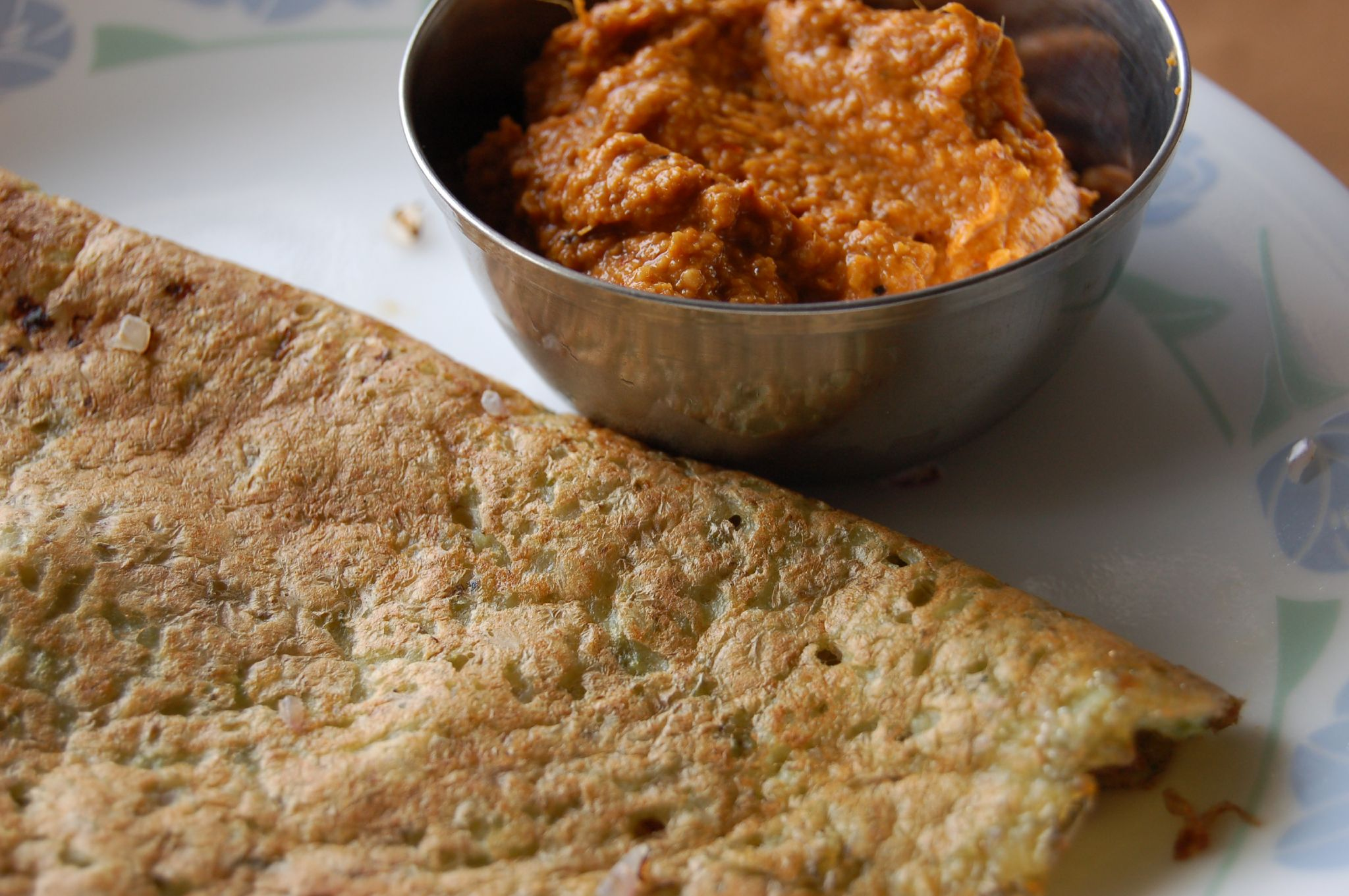
بيساراتو يقدم مع زنجبيل باتشادي

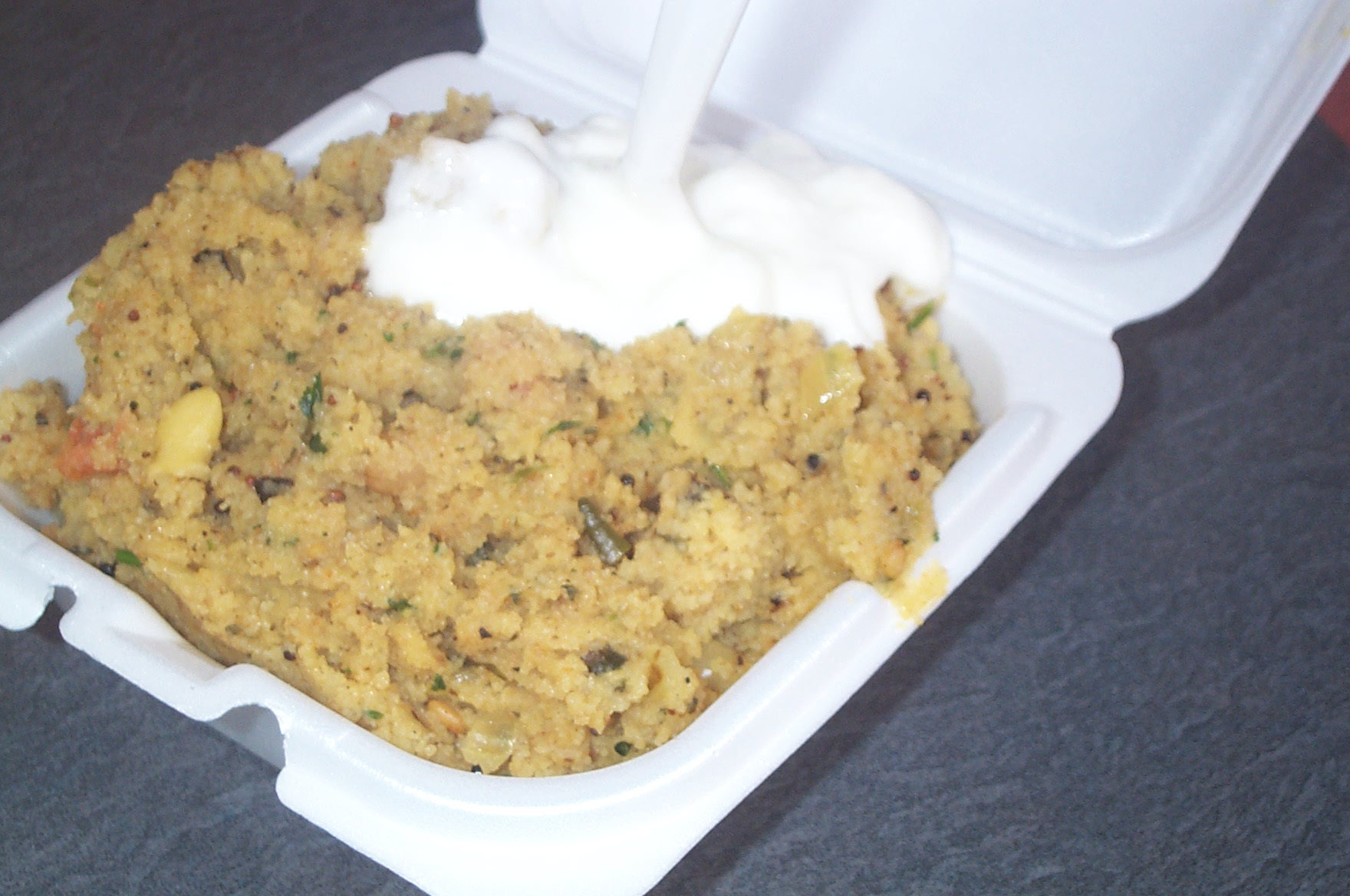
قمح أوبيندي أوبما يقدم مع روائب

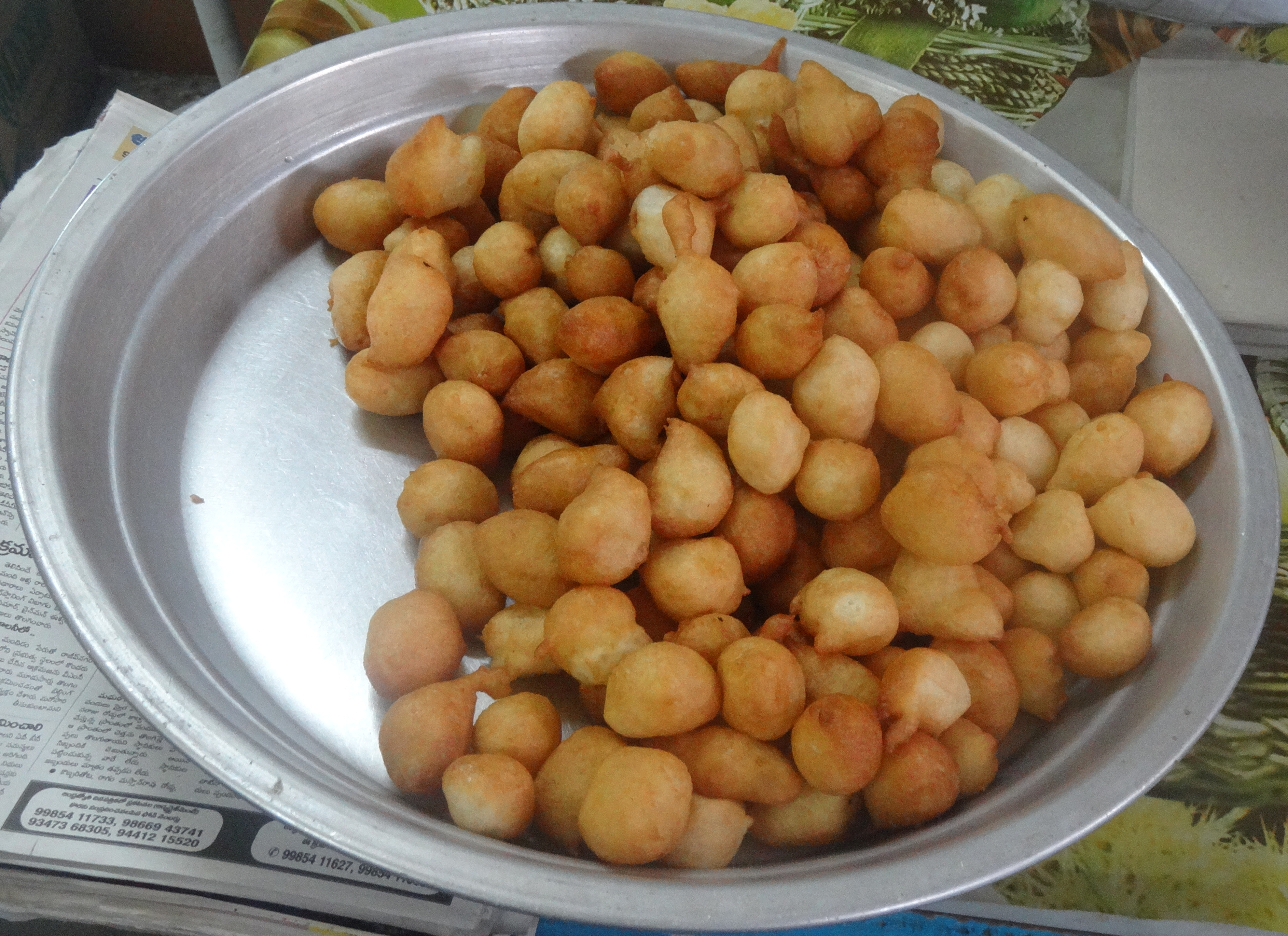
بنوغولو

### الغداء والعشاء في ولاية اندرا
الغداء والعشاء من الشؤون المعقدة في العديد من الأسر التيلوغو. في غالبية المنازل الحضرية، يتم تقديم الطعام في أطباق من الفولاذ المقاوم للصدأ أو الخزف، بينما في المنازل التقليدية والريفية، يتم تقديم الطعام على أوراق الموز. تستخدم أوراق الموز خلال المهرجانات والمناسبات الخاصة وللضيوف. تستخدم العديد من المطاعم ذات الميزانية المتوسطة في المدن الصغيرة أوراق الموز للتقديم. في بعض الأحيان، يتم استخدام فيستاراكو( طبق أكبر مصنوعة من عدة أوراق مخيطة معًا). كانت مادة التعبئة التقليدية للرحلات الطويلة هي أوراق الموز المجففة بالشمس. وجبة نباتية كاملة في ولاية أندرا في المطاعم والمنازل تتكون من الأرز الذي يقدم مع السمن، بوليهورا، شاباتي أو بوري، بابو( العدس)، سامبر، تشارو( رسام)، كاري المقلى والرطب، أبادام( بابادم)، أوديالو، تشانتى، باتشادى، أفاكايا، زبادي وحلوى. يحتوي الطعام بشكل عام على مزيج من الفلفل الحار والتوابل في منطقة فيجاياوادا- جونتور أكثر من باقي أنحاء ولاية أندرا براديش. الأرز عمومًا هو الطبق الرئيسي وكل شيء آخر مثل الكاري، بابو، سامبار، رسام هو طبق جانبي يُفترض تناوله مع الأرز.

#### نباتي

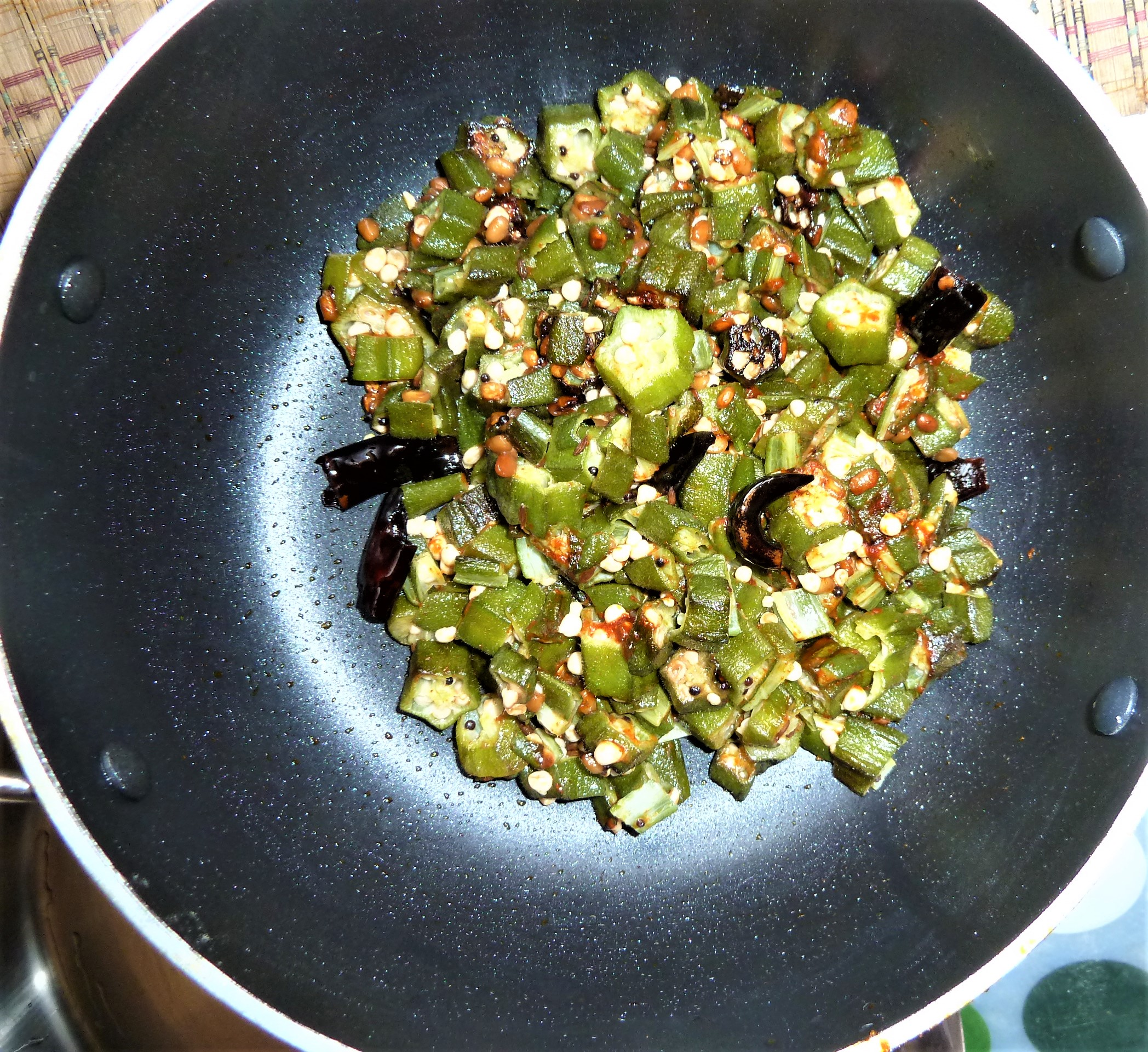
كاري البامية المصنوع في منزل في ولاية أندرا براديش، فيجاياوادا

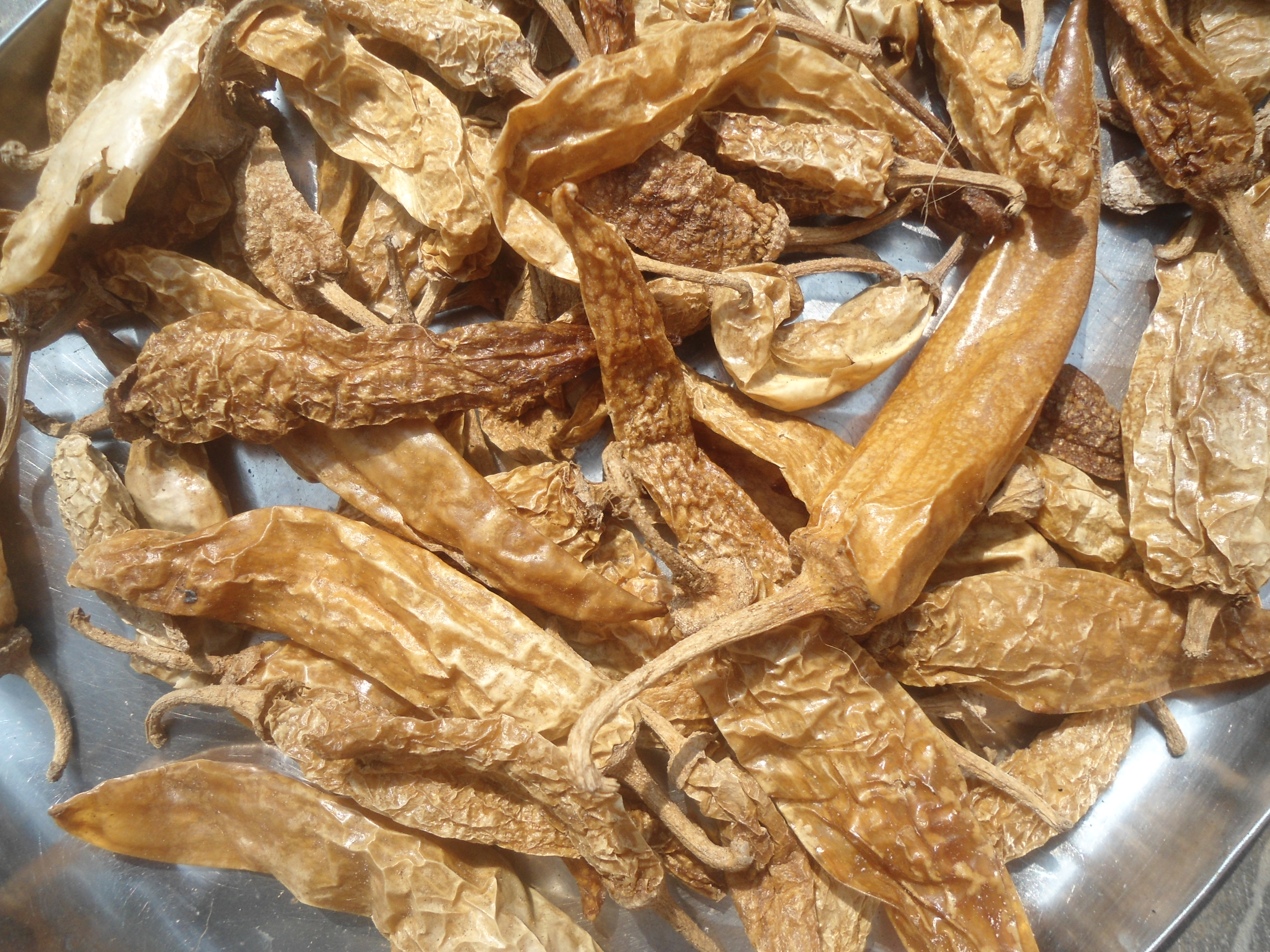
الفليفلة المجففة للأغذية التي أساسها الفلفل الحار في ولاية أندرا

##### الوجبات والتقديم

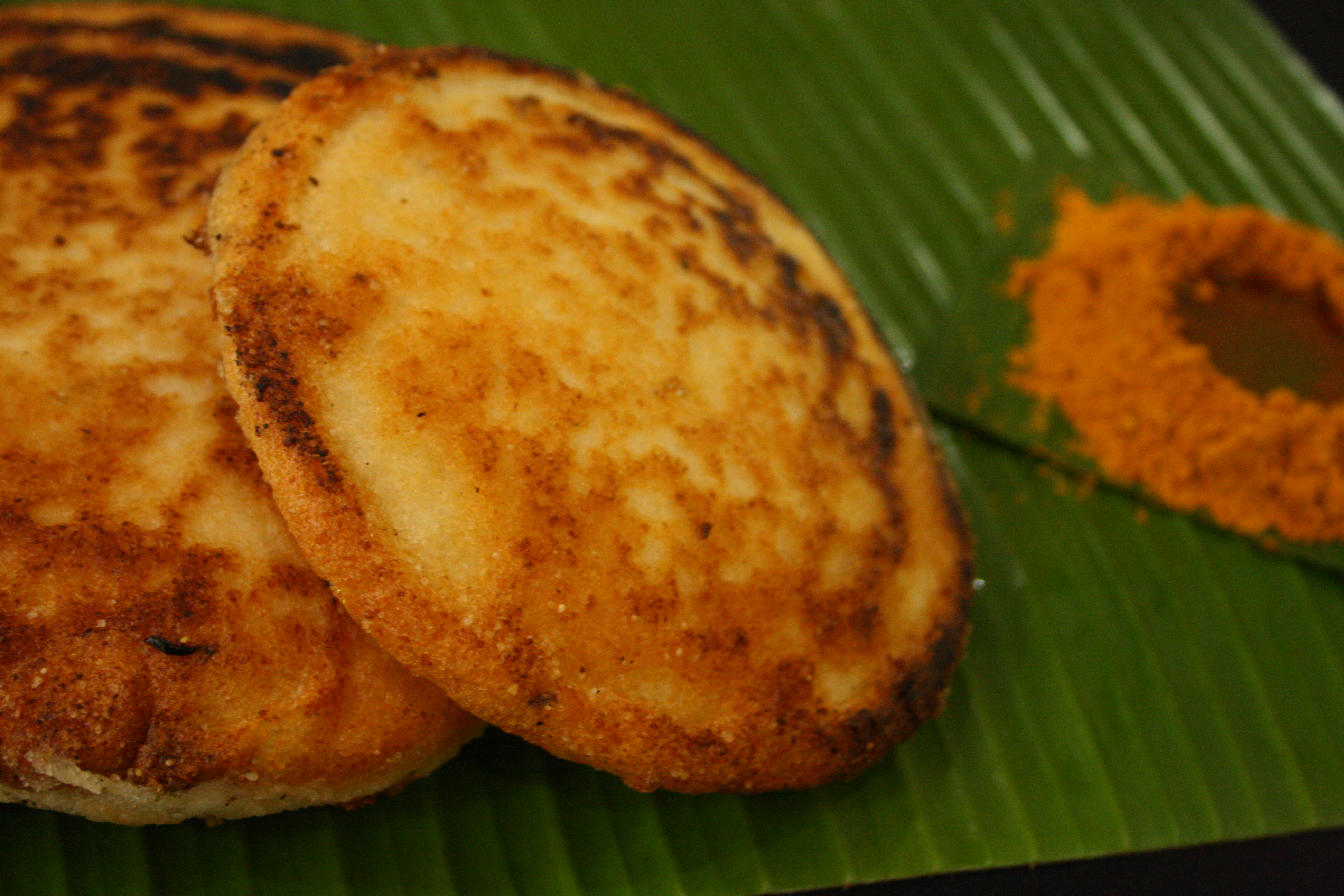
ديبا روتى أو مينابا روتى هو طبق كلاسيكي من ولاية أندرا؛ يتم تقديمه كوجبة إفطار أو وجبة فطور وغداء أو وجبة خفيفة في المساء مع صلصلة جيدة أو مخلل. يتم تحضيره مع أوراد دال وخليط رافا مع الأرز.

أنام هو عنصر أساسي في الوجبة بأكملها وعادة ما يتم خلطه مع الطبق الآخر باستخدام اليد اليمنى. إنه المصدر الرئيسي للكربوهيدرات. المخللات المتبلة، باتشاديس، بوديس بابادم( أبادام) متوفرة كتوابل.

##### كورة/ كورا/ كاري( أطباق رئيسية)

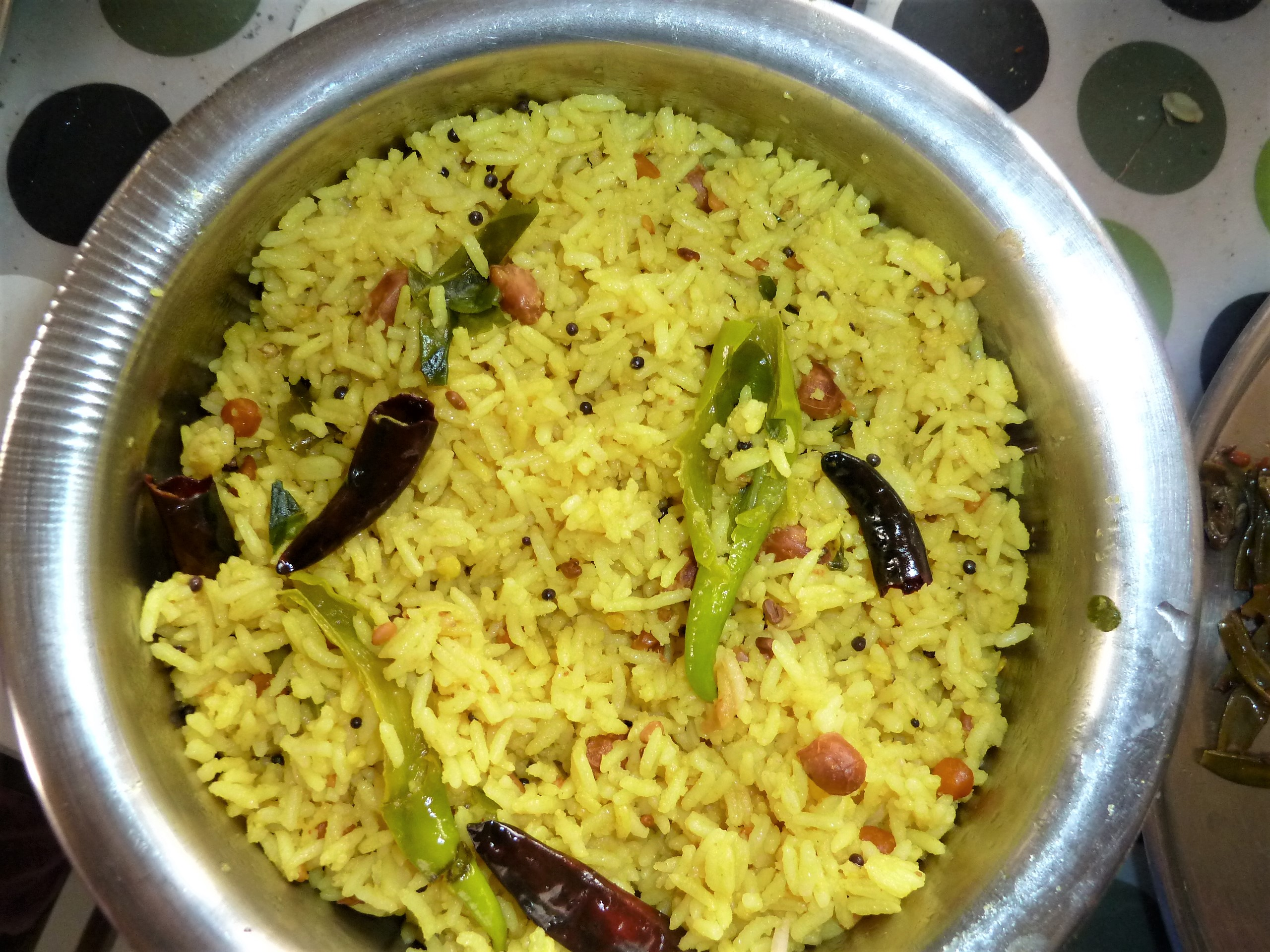
صنع بوليهورا في منزل في ولاية أندرا براديش، فيجاياوادا

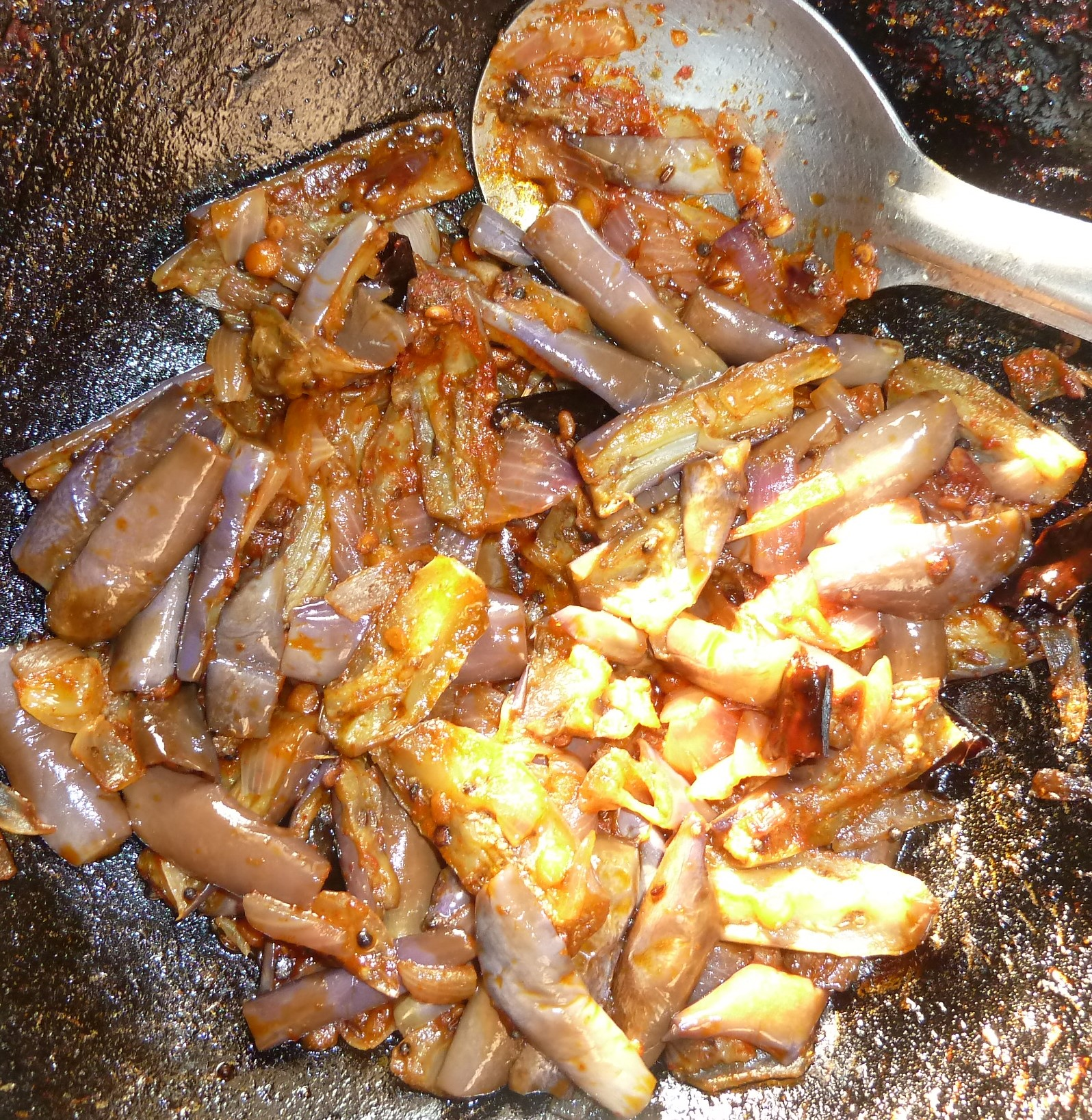
برينجال مع كاري البصل مصنوع في منزل في ولاية أندرا براديش، فيجاياوادا

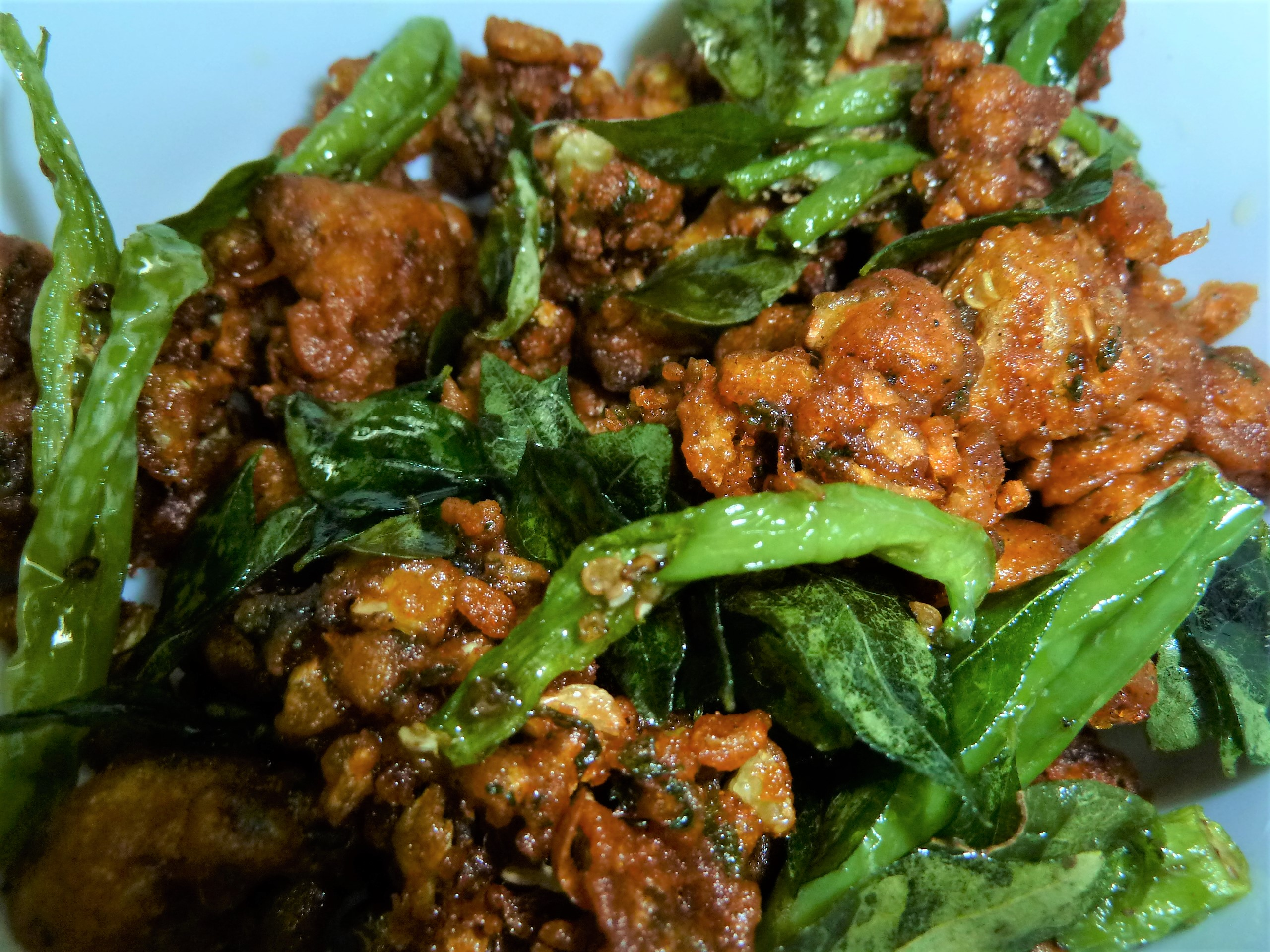
غوبي منشوريا المقلية مصنوعة في منزل في ولاية أندرا براديش ، فيجاياوادا

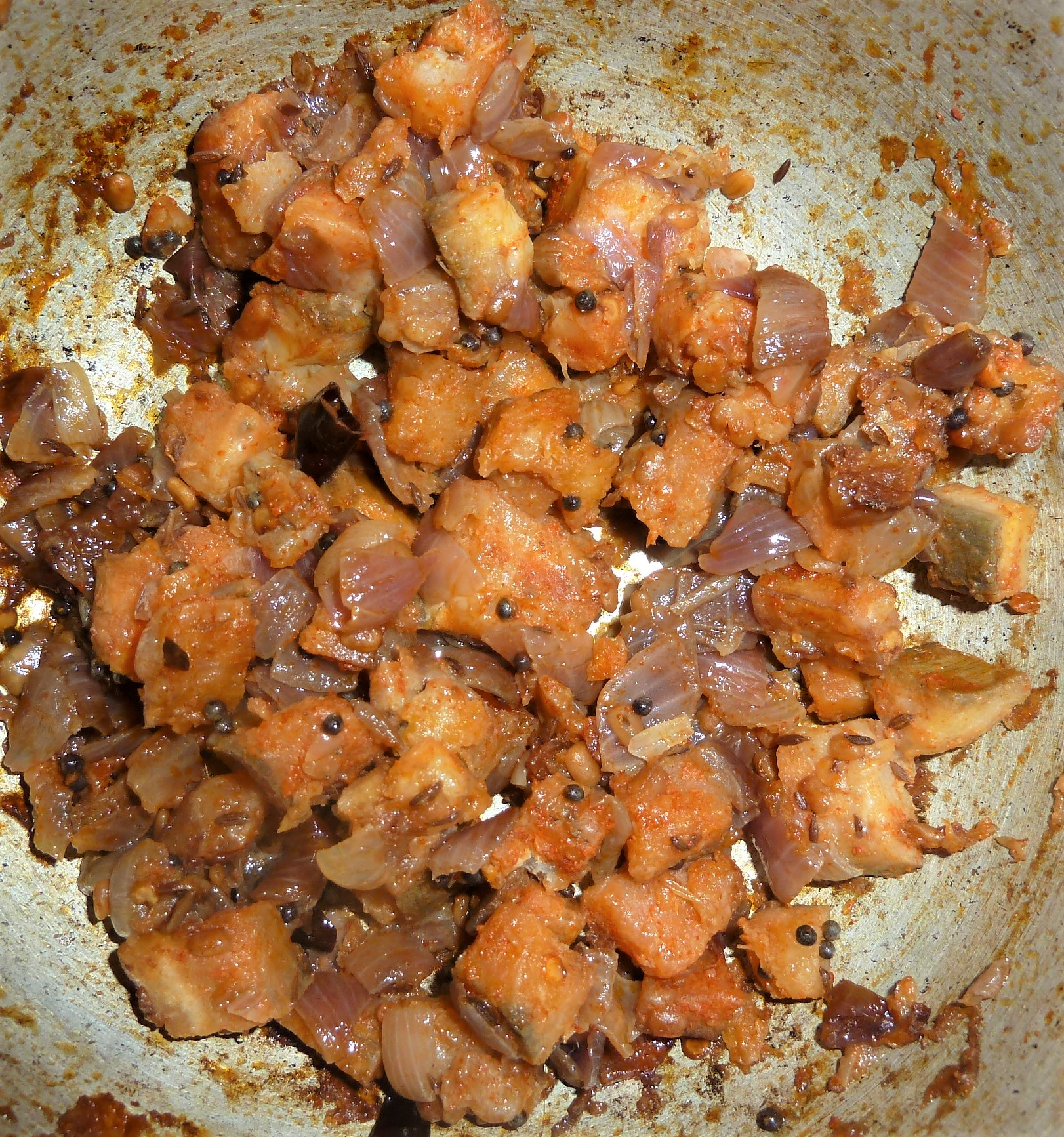
الموز مع البصل بالكاري المصنوع في منزل في ولاية أندرا براديش، فيجاياوادا

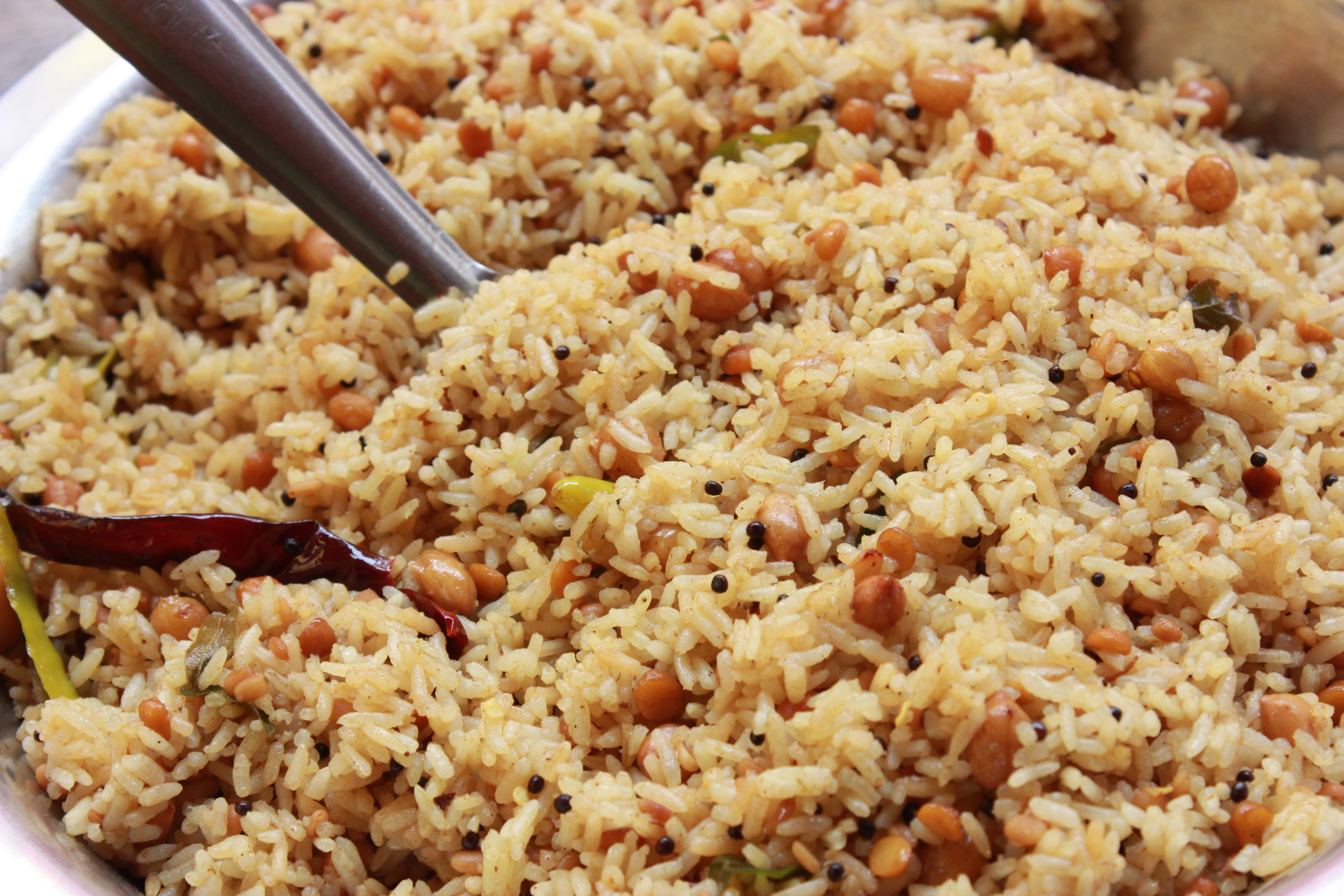
بوليهورا، أرز مقلي حامض بالتمر الهندي في ولاية أندرا براديش

##### بابو( دال)

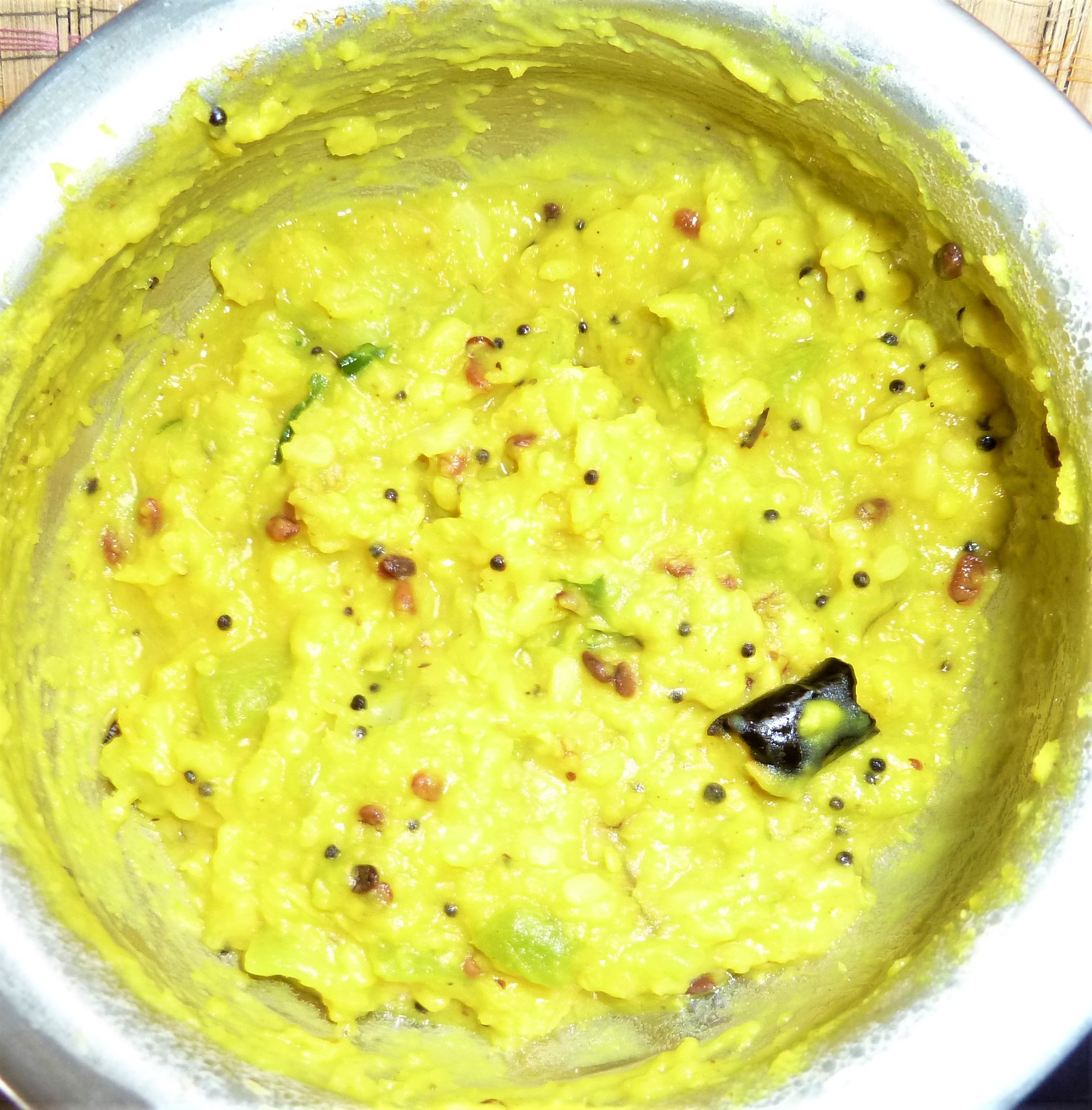
قرع ريدج مع مونغ-دال بابو صنع في منزل في ولاية أندرا براديش، فيجاياوادا

##### بولوسو

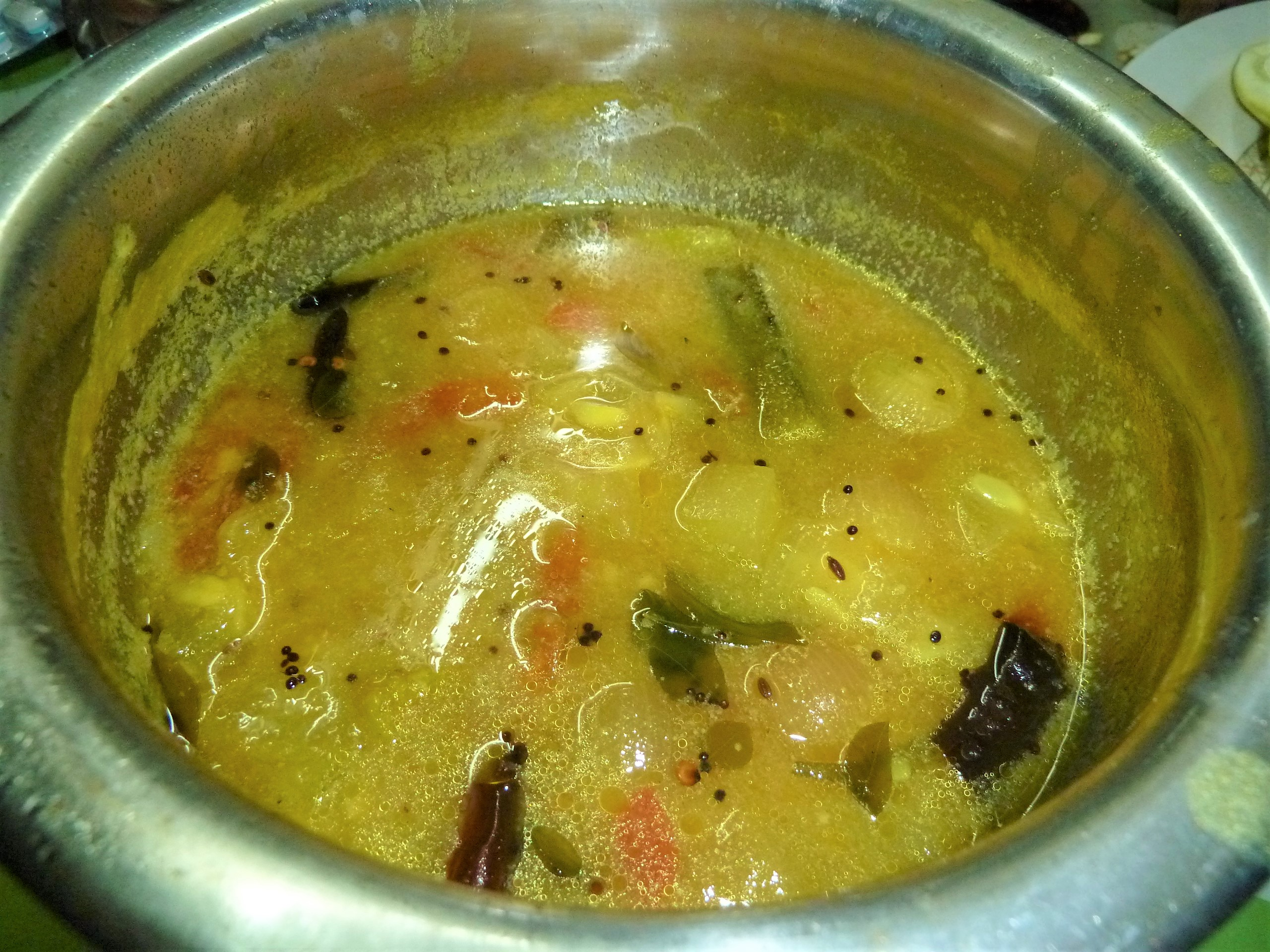
صنع مونغ-دال بولوسو في منزل في ولاية أندرا براديش ، فيجاياوادا

#### غير نباتي

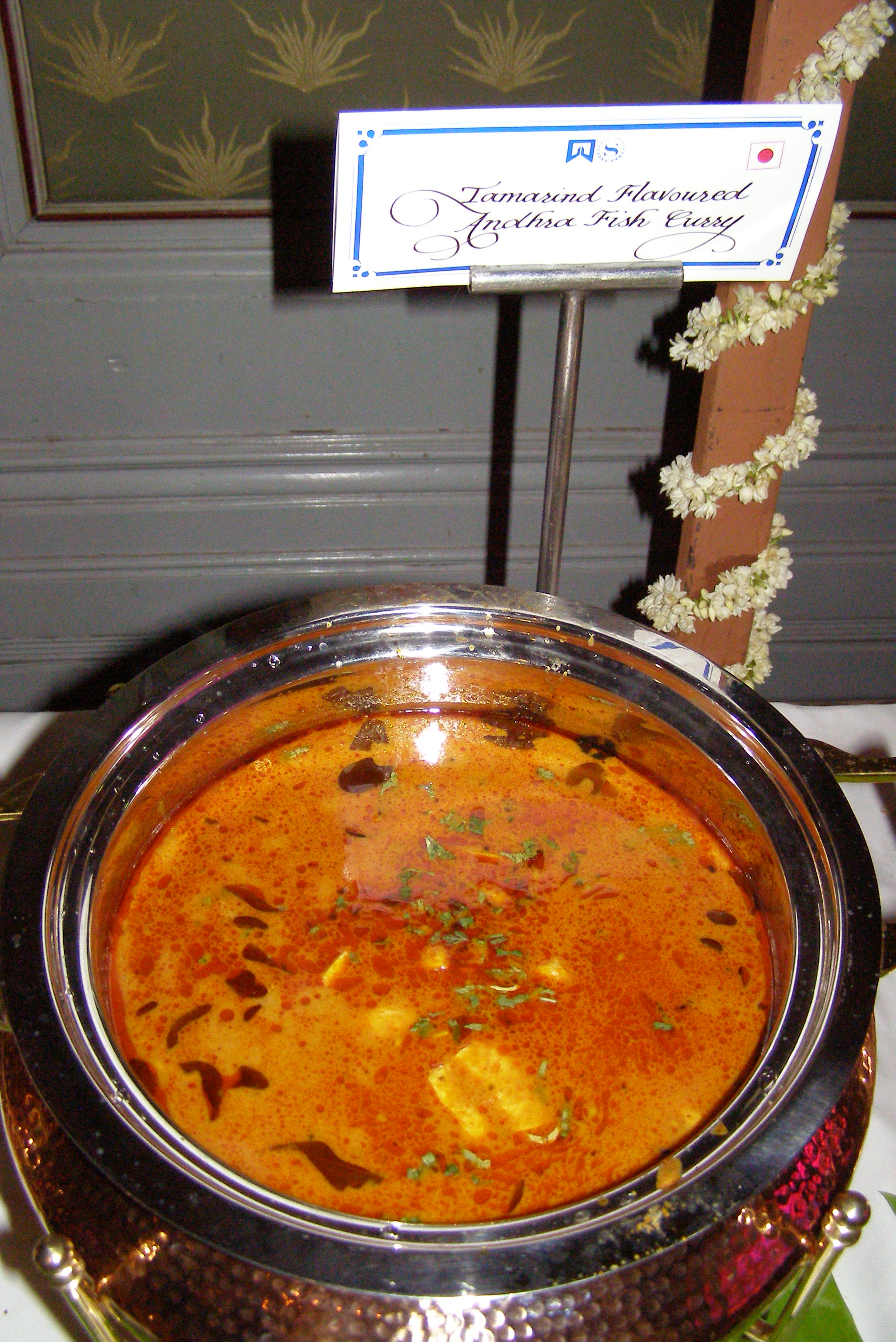
أندرا تشيبالا بولوسو، أو كاري سمك أندرا بالتمر الهندي

### وجبات خفيفة

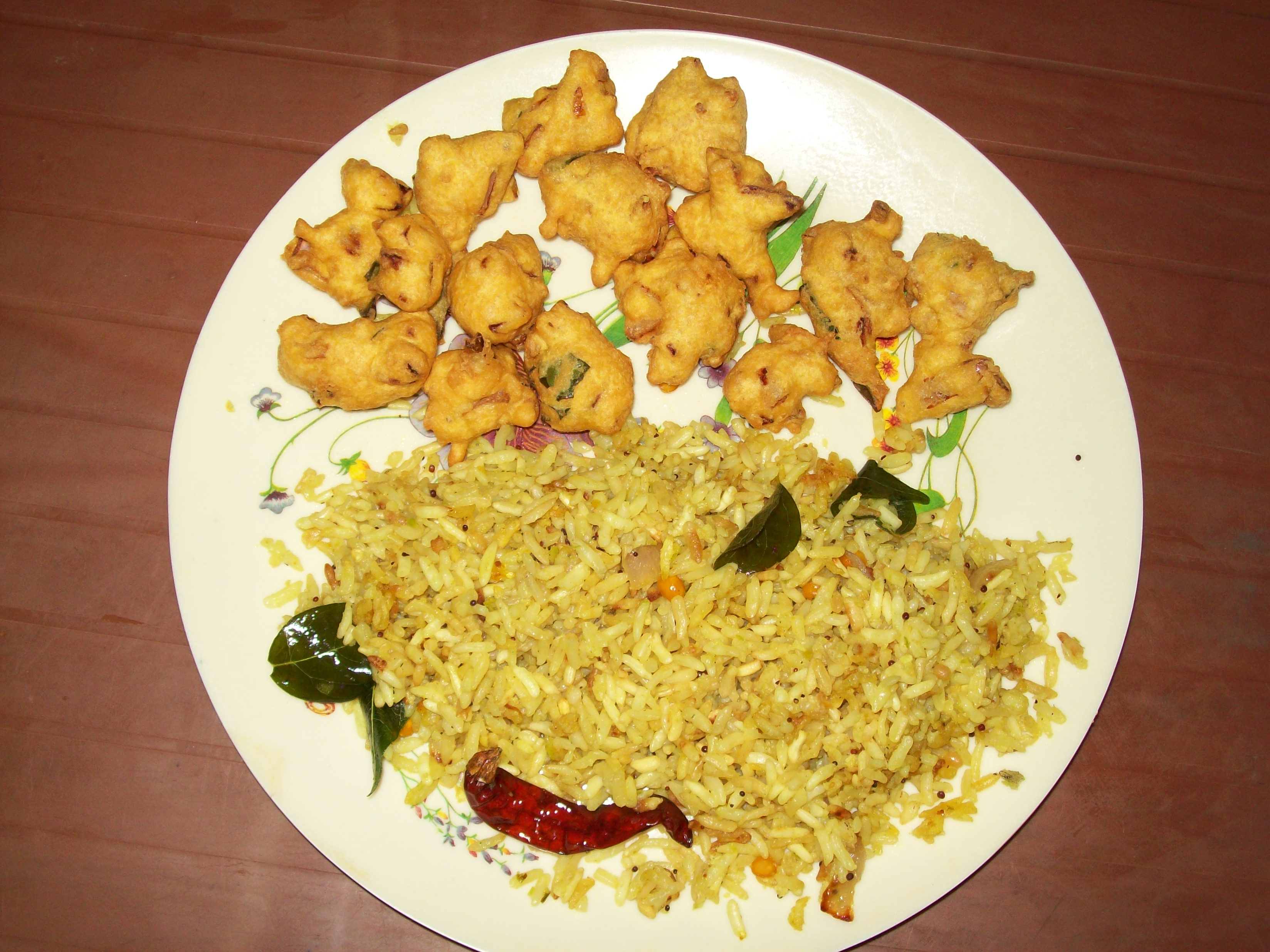
أوجانى باجى، وجبة خفيفة مفضلة في منطقة ريالاسيما

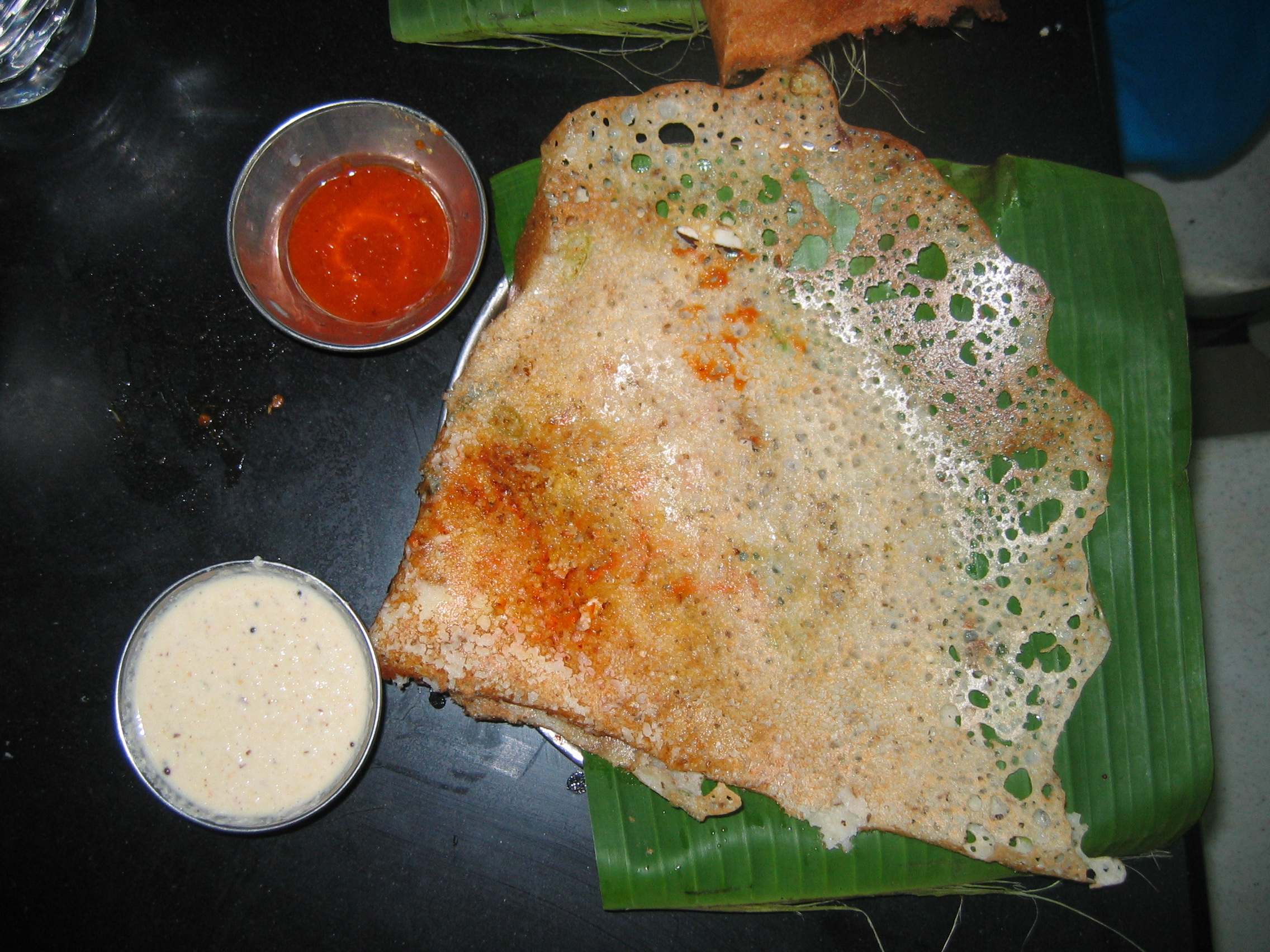
راففا دوسا تُقدم في فندق في جونتور.

في المنزل، تظهر العديد من الوجبات الخفيفة اللذيذة. وتشمل هذه:
- أوبما- ఉప్మా
- بوندي- బూంది
- كارابوزا- కారప్పూస
- بونغانالو- పొంగనాలు
- باجيبونداالو أو بونوكولو - బజ్జి ، బోండాలు أو محشوة بالتوابل ومغموسة في خليط الحمص ومقلية مع التغميسات الحارة (علام باشادي)

## حلويات ومالح

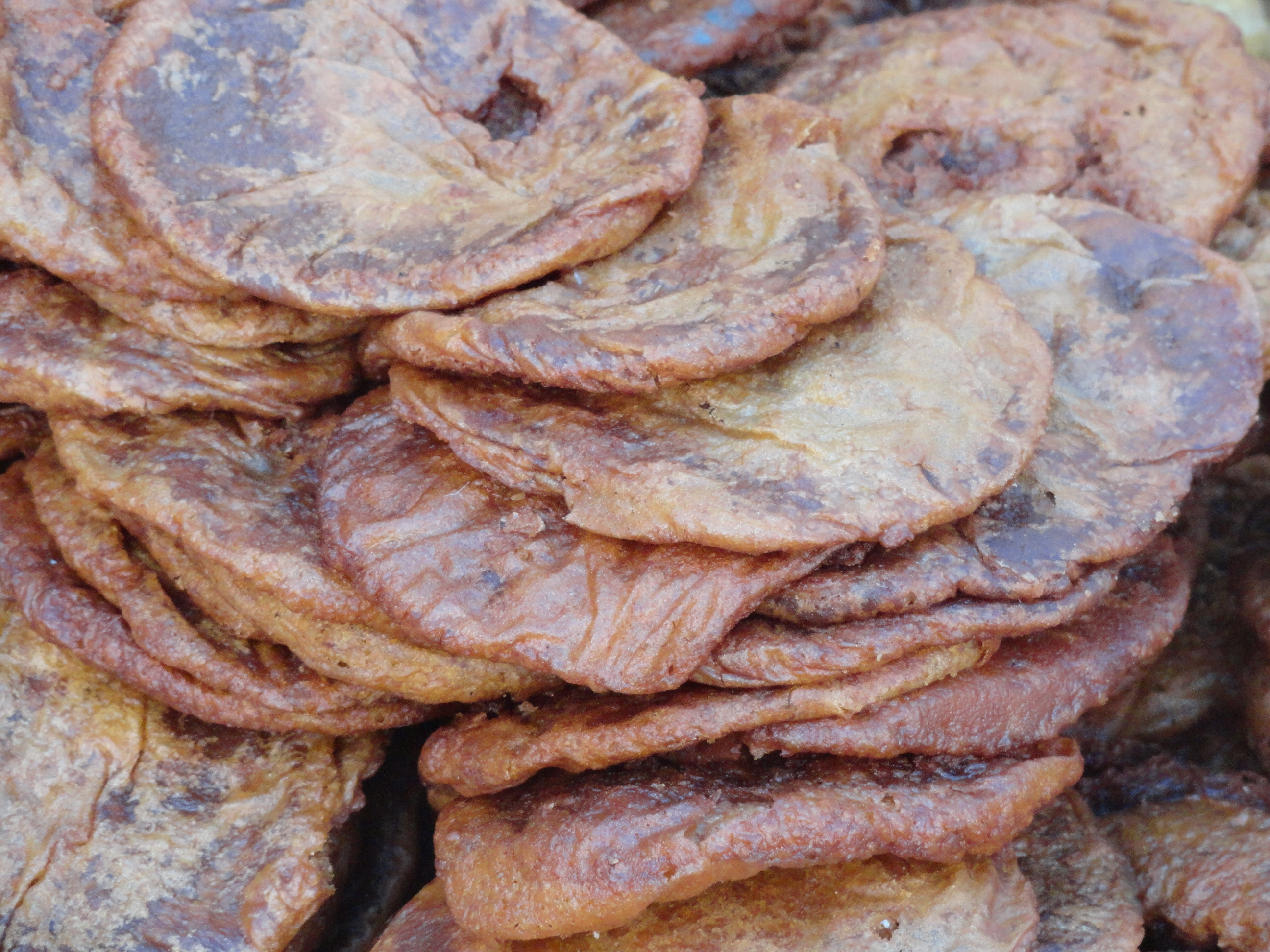
أباتشولو ، وجبة خفيفة في ولاية أندرا وتيلانغانا

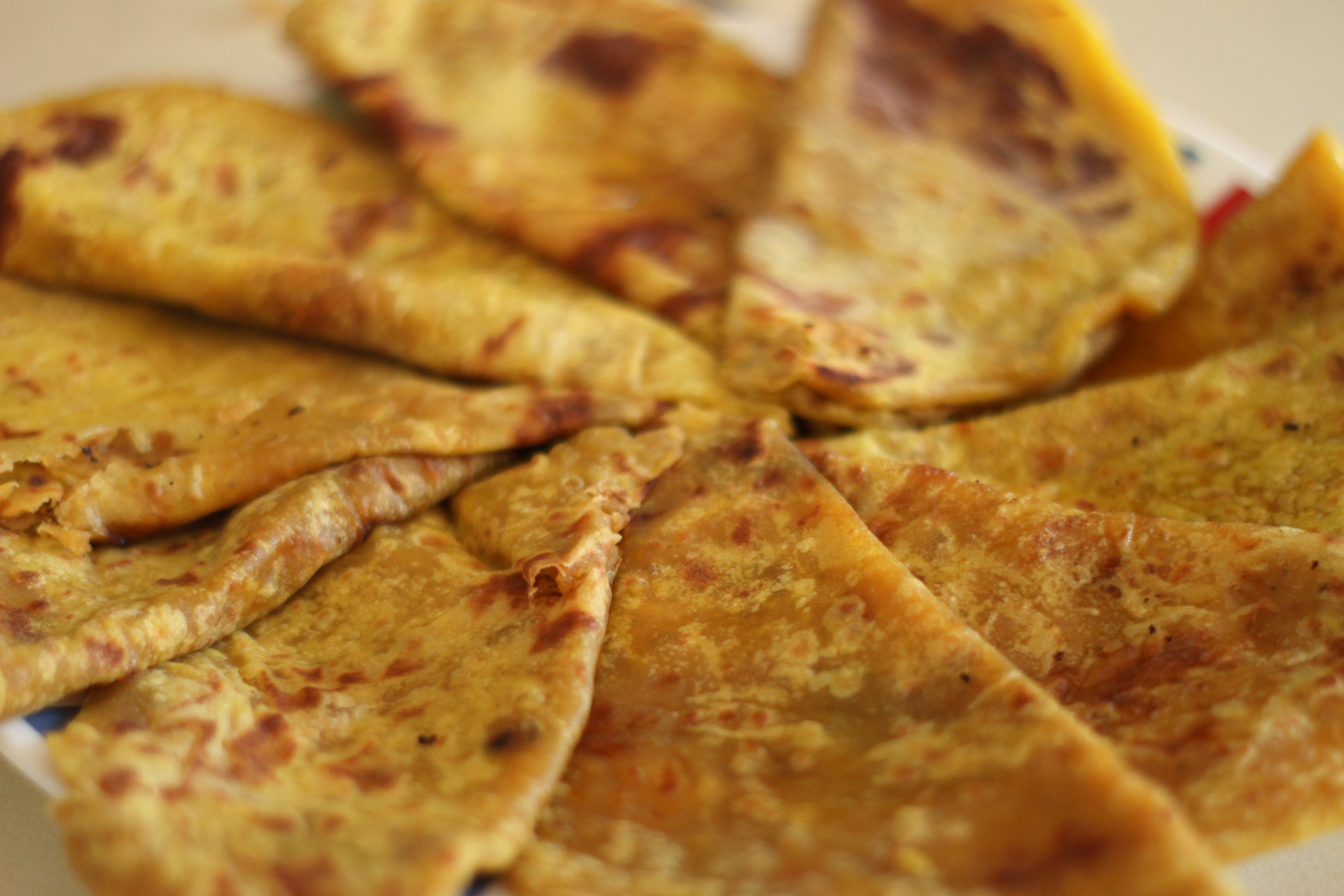
بوباتلو، وجبة خفيفة مصنوعة من القمح أو السوجي مليئة بالجاغري والعدس

تشكل الحلويات والمقبلات جزءًا مهمًا من ثقافة التيلوغو. تُصنع في المناسبات الاحتفالية والمناسبات السعيدة، وتُمنح للأقارب الزائرين. كما يتم إعداد بعض المقبلات لتناول وجبة خفيفة في المساء.
أطباق أخرى تُذكر

## المطبخ الريفي
في ريف ولاية أندرا براديش، الزراعة هي المهنة السائدة. لا تزال بعض ممارسات الطهي التي تعود إلى قرون، وخاصة استخدام الأواني الطينية، ما تزال رائجة؛ لكن تم استبدالها بأواني فولاذية في العقود الأخيرة. كانت الوصفات السابقة في كل قرية أيضًا؛ تمليها إلى حد كبير ما تتم زراعته والمتاح محليًا. في المناطق الأكثر جفافاً، لا يزالجوار( سورغم)، بجرا( الدخن)،راغي قيد الاستخدام، بينما يُنظر إلى تناول الأرز كرمز للازدهار. في الدلتا والمناطق الساحلية، يلعب الأرز دورًا رئيسيًا في الطهي.